# 산란 행렬
산란 이론에서 산란 행렬(散亂行列, 영어: scattering matrix) 또는 S행렬이란 산란 과정을 겪는 소립자 또는 계의 초기 상태와 나중 상태를 연관짓는 유니터리 행렬이다. 기호는 S. 이를 이용하여 산란 단면적이나 붕괴율 따위를 계산할 수 있다. 양자장론에서는 산란 행렬을 파인먼 도형으로 계산할 수 있다.

## 정의
다음과 같은 데이터가 주어졌다고 하자.
- 복소수 힐베르트 공간 {\displaystyle {\mathcal {H}}}
- 자기 수반 작용소 {\displaystyle H_{0}\colon \operatorname {dom} H_{0}\to {\mathcal {H}}}, {\displaystyle \operatorname {dom} H_{0}\subseteq {\mathcal {H}}}. 이를 자유 해밀토니언(영어: free Hamiltonian)이라고 하자.
- 자기 수반 작용소 {\displaystyle H\colon \operatorname {dom} H\to {\mathcal {H}}}, {\displaystyle \operatorname {dom} H\subseteq {\mathcal {H}}}. 이를 상호 작용 해밀토니언(영어: interacting Hamiltonian)이라고 하자.

복소수 힐베르트 공간 위의 임의의 자기 수반 작용소 {\displaystyle A}에 대하여, 그 스펙트럼의 분해를 통해 {\displaystyle {\mathcal {H}}}를
{\displaystyle {\mathcal {H}}={\mathcal {H}}_{{\text{ac}},A}\oplus {\mathcal {H}}_{{\text{sc}},A}\oplus {\mathcal {H}}_{{\text{pp}},A}}
로 분해할 수 있다. 여기서
- {\displaystyle {\mathcal {H}}_{{\text{ac}},A}}는 완전 연속 스펙트럼(영어: purely continuous spectrum)에 대응한다.
- {\displaystyle {\mathcal {H}}_{{\text{sc}},A}}는 특이 연속 스펙트럼(영어: singular continuous spectrum)에 대응한다.
- {\displaystyle {\mathcal {H}}_{{\text{pp}},A}}는 순수 점 스펙트럼(영어: purely point spectrum)에 대응한다.

마찬가지로, 위 부분 공간들에 대한 사영 작용소
{\displaystyle \operatorname {proj} _{{\text{ac}},A},\operatorname {proj} _{{\text{sc}},A},\operatorname {proj} _{{\text{pp}},A}\colon {\mathcal {H}}\to {\mathcal {H}}}
를 정의할 수 있다.
또한, 자기 수반 작용소에 대한 보렐 범함수 미적분학(영어: Borel functional calculus)을 통해, {\displaystyle x\mapsto \exp(\mathrm {i} tx)}는 유계 함수이므로, 임의의 {\displaystyle t\in \mathbb {R} }에 대하여 유니터리 작용소
{\displaystyle \exp(\mathrm {i} tH_{0})\colon {\mathcal {H}}\to {\mathcal {H}}}
{\displaystyle \exp(\mathrm {i} tH)\colon {\mathcal {H}}\to {\mathcal {H}}}
를 정의할 수 있다.
이제, {\displaystyle H_{0}}와 {\displaystyle H}에 대한 파동 연산자(波動演算子, 영어: wave operator)는 (만약 존재한다면) 다음과 같은 극한이다.:Definition 1.1
{\displaystyle \operatorname {W} _{\pm }(H,H_{0})\colon {\mathcal {H}}\to {\mathcal {H}}}
{\displaystyle \operatorname {W} _{\pm }(H,H_{0})=\lim _{t\to \infty }\exp(\pm \mathrm {i} Ht)\exp(\mp \mathrm {i} H_{0}t)\operatorname {proj} _{{\text{ac}},H_{0}}}
여기서 극한은 점별 (노름) 수렴 위상에 대한 것이다. 부호가 −인 경우는 들어오는 파동, +인 경우는 나가는 파동에 해당한다. 만약 {\displaystyle W_{\pm }(H,H_{0})}의 치역이 {\displaystyle {\mathcal {H}}_{{\text{ac}},H}}라면 파동 연산자를 완비 파동 연산자(完備波動演算子, 영어: complete wave operator)라고 하며,:Definition 1.2 이는 {\displaystyle {\mathcal {H}}_{{\text{ac}},H_{0}}}와 {\displaystyle {\mathcal {H}}_{{\text{ac}},H}} 사이의 복소수 힐베르트 공간 동형 사상(전단사 유니터리 작용소)을 정의한다.
{\displaystyle H_{0}}와 {\displaystyle H}에 대한 산란 연산자(散亂演算子, 영어: scattering operator) 또는 산란 행렬은 다음과 같다.
{\displaystyle \operatorname {S} (H,H_{0})\colon {\mathcal {H}}\to {\mathcal {H}}}
{\displaystyle \operatorname {S} (H,H_{0})=\operatorname {W} _{+}^{*}(H,H_{0})\operatorname {W} _{-}(H,H_{0})}
만약 ± 파동 연산자가 둘 다 완비 파동 연산자라면, 이는 전단사 유니터리 변환
{\displaystyle (\operatorname {S} (H,H_{0})\upharpoonright {\mathcal {H}}_{{\text{ac}},H_{0}})\colon {\mathcal {H}}_{{\text{ac}},H_{0}}\to {\mathcal {H}}_{{\text{ac}},H}}
를 정의한다.
간혹 T 연산자를
{\displaystyle \operatorname {T} (H,H_{0})=-\mathrm {i} (\operatorname {S} (H,H_{0})-\operatorname {proj} _{{\text{ac}},H_{0}})}
로 정의한다. 즉, {\displaystyle {\mathcal {H}}_{{\text{ac}},H_{0}}}에 제한하면, {\displaystyle \operatorname {S} =\mathrm {i} T}이다. 이는 산란 과정 가운데 관측할 수 있는 부분 (초기 상태와 다른 부분)을 나타낸다.

## 성질
파동 연산자는 (만약 존재한다면) 다음과 같은 성질을 만족시킨다.
{\displaystyle \operatorname {W} _{\pm }(H,H_{0})H_{0}=H\operatorname {W} _{\pm }(H,H_{0})}
산란 연산자는 (만약 존재한다면) 자유 해밀토니언 연산자와 가환한다.
{\displaystyle \operatorname {S} (H,H_{0})H_{0}=H_{0}\operatorname {S} (H,H_{0})}
위그너 정리에 따라, 만약 {\displaystyle \operatorname {W} _{\pm }(H,H_{0})}가 둘 다 완비라면,
{\displaystyle \operatorname {S} (H,H_{0})\upharpoonright {\mathcal {H}}_{{\text{ac}},H_{0}}}
는 {\displaystyle {\mathcal {H}}_{{\text{ac}},H_{0}}\to {\mathcal {H}}_{{\text{ac}},H_{0}}} 유니터리 작용소이다.

### 존재 조건
르베그 공간 {\displaystyle {\mathcal {H}}=\operatorname {L} ^{2}(\mathbb {R} ^{n};\mathbb {C} )} 위의 다음과 같은 두 자기 수반 작용소를 생각해보자.
{\displaystyle H_{0}=\Delta +V_{0}(x)}
{\displaystyle H_{0}=\Delta +V_{0}(x)+V(x)}
{\displaystyle V_{0},V\in \operatorname {L} ^{\infty }(\mathbb {R} ^{n};\mathbb {R} )}
{\displaystyle \sup _{x\in \mathbb {R} ^{n}}V(x)(1+x^{2})^{k/2}<\infty }
여기서 {\displaystyle k\in \mathbb {R} }는 어떤 실수이며, {\displaystyle \textstyle \Delta =-\sum _{i=1}^{n}\partial ^{2}/\partial x_{i}^{2}}는 라플라스 연산자이다.
위와 같은 경우, 다음 조건 아래 완비 과거·미래 파동 연산자 및 산란 연산자가 존재한다.
- {\displaystyle k>n}[2]:Theorem 1.7
- {\displaystyle V_{0}=0}이며, {\displaystyle k>1}[2]:Theorem 2.4

반면, 예를 들어 {\displaystyle V_{0}=0}, {\displaystyle V(x)=(1+x^{2})^{-2}}일 때는 파동 연산자가 존재하지 않는다.:§3.1

## 응용
하이젠베르크 묘사를 쓰자. 민코프스키 공간에서 질량 간극을 갖는 양자장론의 경우 점근적인 초기 및 나중 상태는 포크 공간을 이룬다. 따라서 초기 상태의 포크 공간 {\displaystyle {\mathcal {H}}_{\text{I}}}와 나중 상태의 포크 공간 {\displaystyle {\mathcal {H}}_{\text{F}}}를 다음과 같이 적을 수 있다.
{\displaystyle {\mathcal {H}}_{\text{I}}=\operatorname {span} \{\left|k_{1}\ldots k_{n}\right\rangle =a_{i}^{\dagger }(k_{1})\cdots a_{i}^{\dagger }(k_{n})\left|I,0\right\rangle _{\text{I}}\}}
{\displaystyle {\mathcal {H}}_{\text{F}}=\operatorname {span} \{\left|p_{1}\ldots p_{n}\right\rangle =a_{f}^{\dagger }(p_{1})\cdots a_{f}^{\dagger }(p_{n})\left|F,0\right\rangle _{\text{F}}\}}
이들은 자유 해밀토니언 {\displaystyle H_{0}}의 고유 벡터 기저를 정의한다.
따라서 산란 연산자 {\displaystyle S}는 다음과 같이 표현된다.
{\displaystyle \left\langle \beta \right|_{\text{I}}S\left|\alpha \right\rangle _{\text{I}}=S_{\alpha \beta }=\left\langle \beta |_{\text{F}}|\alpha \right\rangle _{\text{I}}}.
양자장론에서는 산란 연산자를 보통 상관함수를 통한, LSZ 축약 공식이라는 점근적 급수로 나타낼 수 있다. 상관함수는 파인먼 도형으로 계산할 수 있다.
또한, 양자장론에서 산란 연산자는 보통 다음 조건들을 만족시킨다.
- {\displaystyle S\left|0\right\rangle =\left|0\right\rangle } (진공에서의 항등성)
- {\displaystyle S\left|k\right\rangle =\left|k\right\rangle } (단입자 상태에서의 항등성)

이는 물론 물리학적으로 하나의 입자만이 존재하면 산란이 일어나지 않음을 뜻한다.

## 역사
산란 행렬의 개념은 1937년에 존 휠러가 도입하였다.

## 같이 보기
- 파인먼 도형
- LSZ 축약 공식
- 윅의 정리
- S행렬이론